# Carswell Air Force Base
Pour les articles homonymes, voir Carswell.
La Carswell Air Force Base est une ancienne base de l'United States Air Force (USAF) située au nord-ouest de Fort Worth, au Texas actuellement gérée par l'United States Navy.

## Historique
Cette base aérienne est ouverte en 1942 sous le nom de Fort Worth Army Air Field pour l'entrainement des nouveaux équipages de bombardiers et recevoir la production d'une usine d'aviation aujourd'hui connue comme United States Air Force Plant 4 (en). 
En 1948, elle est nommée en l'honneur de Horace S. Carswell Jr., pilote de bombardier mort durant la guerre du Pacifique en 1944.
Pendant une grande partie de son activité, la mission de la base est d'entraîner d'apporter le soutien aux groupes et escadres de bombardiers stratégiques lourds. 
En 1994, elle a été transférée à l'United States Navy et elle désormais intégré à la Naval Air Station Joint Reserve Base Fort Worth (NAS Fort Worth JRB).